# Johannes Teiler
Johannes Teiler of Teyler (gedoopt Nijmegen, 23 mei 1648 – ca. 1709) was een Nederlands vestingbouwkundige, etser, graveur, drukker en hoogleraar.
Teiler was de zoon van een Britse huurling Taylor die zich in Nijmegen had gevestigd. Hij baatte café 't Hert op de Grote Markt uit en heeft in 1647 het Nederlandse burgerschap gekregen.
Teiler doorliep in Nijmegen de Latijnse School en studeerde aan de Kwartierlijke Academie waar hij in 1668 promoveerde bij Theodorus Craanen op de dissertatie De anima philosophiae, sive rectae rationis ab errore discernendi ratione. Hiermee komt hij in het kamp dat de leer van René Descartes aanhing. Hij studeerde ook in Leiden, maar keerde in 1670 terug in Nijmegen waar hij Craanen opvolgde als hoogleraar filosofie en wiskunde.
In 1676 werd hij vestingbouwkundige voor de keurvorst van Brandenburg voor de belegering van het eiland Rügen en Stettin, in 1678. Tevens werd hij privédocent voor diens beide zonen. Vanaf 1679 reisde hij door het Middellandse Zeegebied en was hij in Rome lid van de Nederlandse schildersvereniging de Bentvueghels.
Hierna vestigde Teiler zich in 1683 in Rijswijk. Hij gaf in 1688 de Architectura militaris uit waarin hij zijn kennis over vestingwerken en de aanleg, verdediging en  verovering hiervan uiteen zette. Ook adviseerde hij tweemaal bij de verovering van Namen, in 1693 de keurvorst van Pruisen en in 1695 voor stadhouder Willem III. 

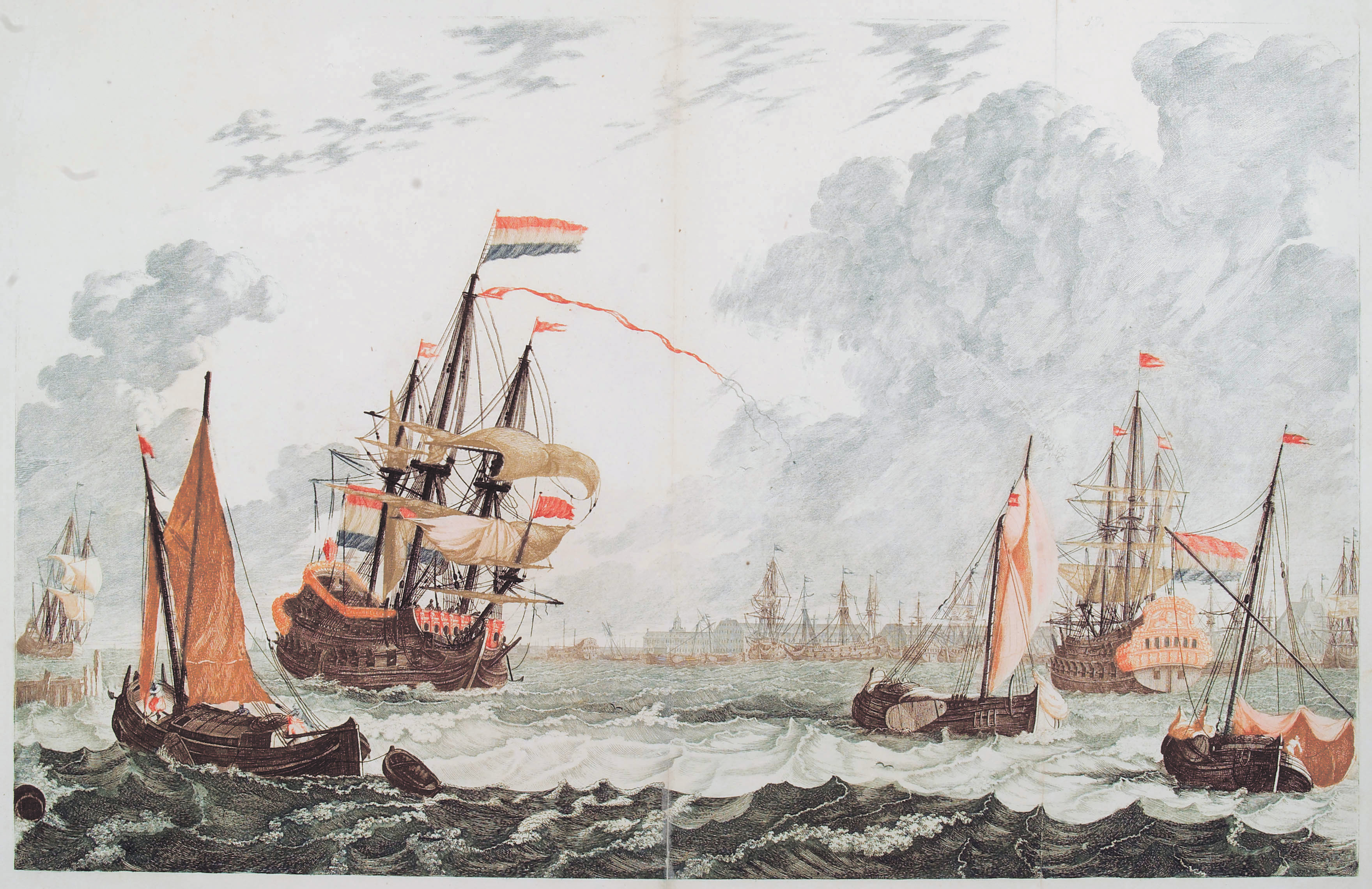
Kleuren gravure van Teyler

In 1688 kreeg hij een octrooi op een kleurendrukprocedé door kleurendruk met een enkele gravure te realiseren. Omdat hij alleen lijnen kon drukken moesten zijn etsen met de hand worden bijgekleurd. Deze methode heeft in Engeland navolging gehad. Ook Jan van Call en Mattheus Berckenboom gebruikten deze techniek. Hij had in Rijswijk rond 1695 een eigen drukkerij en bundelde zelf zijn etsen en gravures. De gravures die van zijn hand zijn tonen dat hij een beperkte tekenvaardigheid had. De meeste prenten zijn daarom waarschijnlijk niet van hem maar van zijn atelier.
Ook gaf hij een werk uit over schilderkunst, architectuur, meetkunde en perspectieven.
- Bibliothèque nationale de France: cb10419419r (data)
- Biografisch Portaal: 49604658
- CiNii: DA18858084
- Stuttgart Database of Scientific Illustrators 1450–1950: 4979
- Gemeinsame Normdatei: 1124564365
- International Standard Name Identifier: 0000 0000 6943 6188
- Library of Congress Control Number: n2011069573
- Nederlandse Thesaurus van Auteursnamen: 078314895
- RKD-Nederlands Instituut voor Kunstgeschiedenis: 76951
- Système universitaire de documentation: 201834758
- Union List of Artist Names: 500017471
- Virtual International Authority File: 95788395
- WorldCat: E39PBJpptT93hJQqvYfbVdPYT3